# Neotropical Ornithological Society
La Neutropical Ornithological Society, o Sociedad de Ornitología Neotropical, è un'organizzazione ornitologica senza fini di lucro, con l'obiettivo principale di studiare gli uccelli neotropicali e dei loro habitat, comprese le loro aree di riproduzione e non di riproduzione. È stata fondata nel 1987 dal Dr Mario A. Ramos Olmos ed fa parte dell'Ornithological Council.
La Società produce la rivista Neotropical Ornithology, che pubblica articoli in spagnolo, inglese e portoghese. Organizza il Neotropical Ornithological Congress e il Fondo Francois Vuilleumier per la ricerca sugli uccelli neotropicali.